# Accord du Vendredi saint

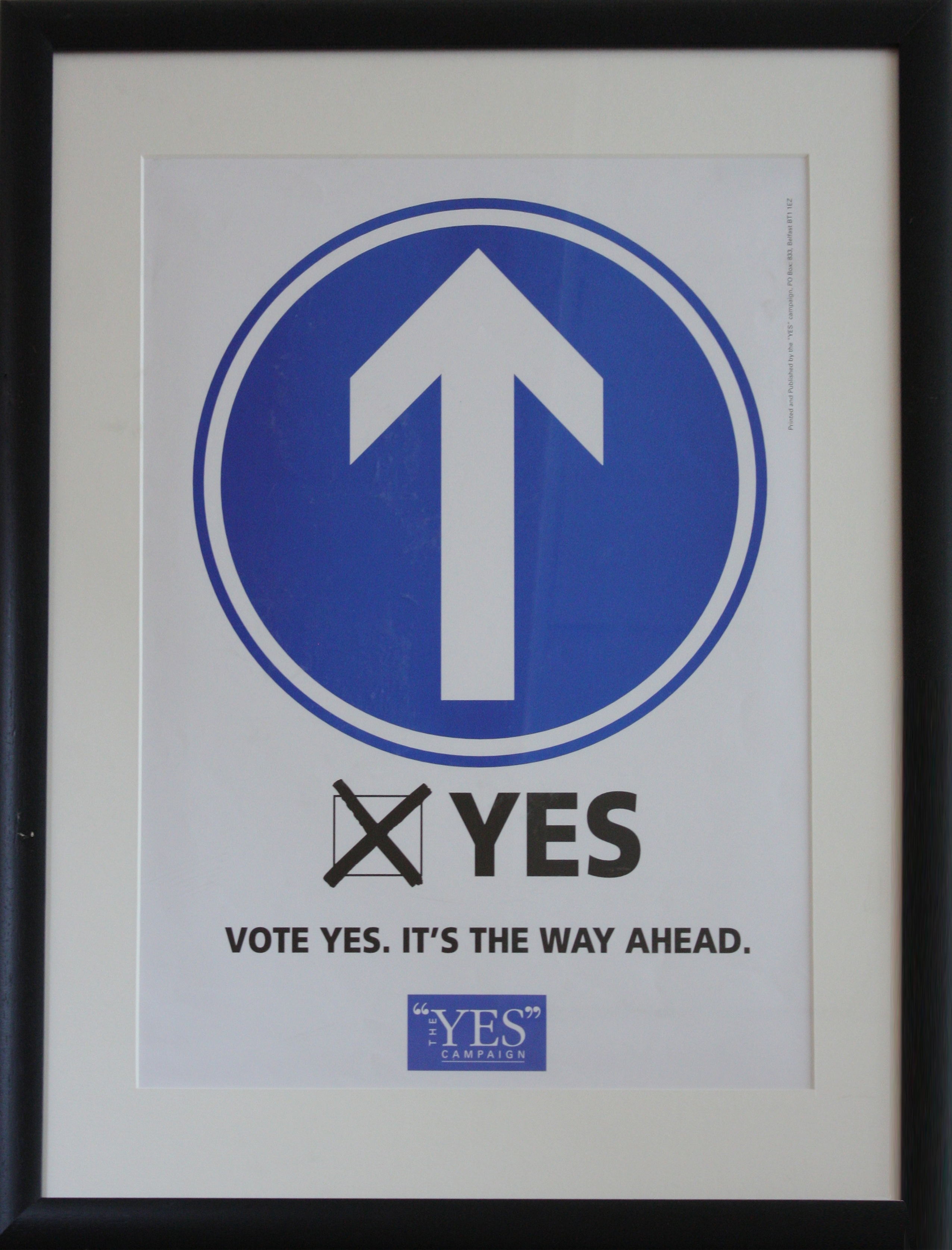
Affiche en faveur du « oui » (« votez oui, c'est la voie à suivre ») à l'accord du Vendredi saint lors du référendum qui eut lieu simultanément en Irlande du Nord et en république d'Irlande.

L’accord du Vendredi saint (anglais : The Good Friday Agreement, irlandais : Comhaontú Aoine an Chéasta), également appelé accord de Belfast (anglais : Belfast Agreement, irlandais : Comhaontú Bhéal Feirste), officiellement nommé accord de paix pour l'Irlande du Nord (anglais : The Northern Ireland Peace Agreement), a été signé le 10 avril 1998 par les principales forces politiques d'Irlande du Nord. Celles-ci acceptent la solution politique formalisée par le traité pour mettre fin aux trente années (de 1969 à 1998) de troubles sanglants qui firent 3 480 morts.
Il tire son nom de la date de signature, le vendredi précédant Pâques, Vendredi saint.

## Les signataires
- Le Premier ministre du Royaume-Uni, Tony Blair ;
- Le Premier ministre de la république d'Irlande, Bertie Ahern ;
- Les nationalistes, emmenés par le Parti social-démocrate et travailliste de John Hume et les républicains du Sinn Féin de Gerry Adams (vitrine politique de l'IRA provisoire) ;
- Les unionistes, représentés par le Parti unioniste d'Ulster de David Trimble, les loyalistes de l'Ulster Democratic Party (vitrine politique de l'Ulster Defence Association) et le Parti unioniste progressiste (vitrine politique de l'Ulster Volunteer Force).

## Les termes de l'accord
L'accord prévoit principalement :
- L'élection d'une assemblée locale d'Irlande du Nord de 108 membres, élus à la proportionnelle ;
- La création d'un conseil des ministres dirigé par un Premier ministre d'Irlande du Nord ;
- Le désarmement des groupes paramilitaires (IRA provisoire, UVF, UDA, etc.) ;
- La création d'un conseil de coopération Nord/Sud avec des représentants de la république d'Irlande et des six comtés du Nord ;
- Le renoncement à la revendication territoriale de la république d'Irlande sur l'Irlande du Nord (29 décembre 1937), matérialisé par la modification des articles 2 et 3 de la constitution de la république d'Irlande, le 2 décembre 1999 ;
- La reconnaissance, pour chaque personne née en Irlande du Nord, du droit de s'identifier et d'être acceptée en tant qu'Irlandais ou Britannique, ou les deux, quoi que cette personne choisisse ;
- La confirmation que le droit de détenir les deux citoyennetés, irlandaise et britannique, est accepté par les deux gouvernements, quelle que soit l'évolution du statut de l'Irlande du Nord à l'avenir.

La signature de cet accord a été approuvée par une majorité des Irlandais lors d'un référendum :
- 71,1 % de OUI en Irlande du Nord. Même si des mesures avaient été prises pour qu'il soit impossible d'identifier la confession religieuse des votants, il apparut que la grande majorité des 28,8 % du NON à l'accord venait de la communauté protestante, notamment de la minorité ultra-unioniste incarnée par le DUP[1]. La grande majorité de la communauté catholique a largement voté pour le oui. Le taux de participation au référendum atteint les 81 %.
- 94 % de OUI en république d'Irlande.

Bien que l'accord fût qualifié d'« historique » par la majorité des analystes, les dispositions adoptées n'étaient pas, en soi, « révolutionnaires » et reprenaient, en grande partie, les solutions déjà envisagées en 1973 (accord de Sunningdale), 1985 (accords d'Hillsborough) et 1993 (déclaration de Downing Street). C'est bien plus leur approbation par la voie référendaire qui fut historique.

## Après les accords, une pacification fragile
Deux mois plus tard, les unionistes ultras, battus dans les urnes au moment de la campagne référendaire, tentent de réactiver le conflit armé en incendiant dix églises au lendemain de l'élection de David Trimble (unioniste modéré du Parti unioniste de l'Ulster), qui partage le pouvoir avec le vice-premier ministre catholique Seamus Mallon (nationaliste modéré du SDLP). Des heurts éclatent au moment des traditionnelles parades de l'Ordre d'Orange, qui commémorent la bataille de la Boyne, victoire décisive des orangistes sur le parti jacobite pendant la Glorious revolution. Le 15 août 1998, une force dissidente de l'IRA réplique par un attentat à la voiture piégée dans le centre d'Omagh, qui fait 28 morts et 220 blessés. C'est à ce jour l'attentat le plus meurtrier de l'histoire des Troubles.
En septembre 1998, David Trimble accepte de rencontrer pour la première fois Gerry Adams, leader du Sinn Féin. Après l'attribution du Prix Nobel de la paix à David Trimble et Seamus Mallon, un accord est signé le 18 décembre 1998 pour mettre en place les dispositions de l'Accord du Vendredi Saint. Ce texte crée six institutions transfrontalières et dix départements ministériels répartis à la proportionnelle entre nationalistes et unionistes.
Le problème majeur qui a longtemps bloqué le processus a été celui de la démilitarisation des milices et groupes armés, tout particulièrement l'IRA qui finit tout de même par annoncer son renoncement à la violence politique en 2005. Cette démarche a été surnommée l'« Adieu aux armes ».
Cependant, depuis les accords, des attentats sporadiques ont fait 93 morts, de 1999 à 2009.

## Critiques et faiblesses des accords de paix
Un certain nombre d'auteurs, comme Agnès Maillot, pointe les faiblesses de ces accords, voire une véritable contradiction interne : en instaurant un gouvernement consociationiste, qui force les différents partis à s'entendre pour former un gouvernement, les accords ont officialisé, voire gravé dans la loi, les divisions sectaires, en rendant très complexe le dépassement de celle-ci en vue de l'intérêt général de la province. En effet, dans un tel système, les partis ont beaucoup plus intérêt à s'adresser en priorité à leur communauté, plutôt qu'à défendre des intérêts trans-partisans et mener des politiques qui profitent à l'ensemble de la population. De plus, l'instauration du système des minorités de blocage (les petitions of concern) débouche souvent sur un immobilisme politique notamment sur les grandes questions de société comme le débat autour du mariage homosexuel : la communauté protestante a systématiquement bloqué toute législation ouvrant la voie à la reconnaissance des couples de même sexes, ce qui fait que l'Irlande du Nord a été la dernière province du royaume à reconnaître les unions homosexuelles en janvier 2020. Enfin, la bipolarisation induite par le système consociationiste entrave l'affirmation de parti neutre sur le plan confessionnel et communautaire : le parti de l'Alliance, trans-communautaire, plafonne à 8 %, ce qui souligne la difficulté à dépasser les clivages confessionnels.

## Brexit
Dans le cadre de sa politique de Brexit, le Royaume-Uni a émis un livre blanc[Quand ?], dans lequel son gouvernement réitère son engagement dans l'accord de Belfast. Sur le statut de l'Irlande du Nord, la position initiale du gouvernement britannique indique sa préférence pour garder la position constitutionnelle de l'Irlande du Nord dans le giron britannique mais avec des liens forts avec l'Irlande.
Toutefois, cette position devra s’accommoder[Quand ?] d'autres réalités, l'Irlande étant, en tant que membre de l'Union européenne, partie prenante de l'Union douanière.
Par ailleurs, le Brexit a créé des perturbations[Lesquelles ?] lors des élections de l'assemblée nord-irlandaise en 2017.
Lors du Brexit, l'un des premiers points négociés sera la question irlandaise : les liens commerciaux de l'Irlande, la zone de mobilité commune et l'Accord du Vendredi saint.
D'après Tony Blair — l'un des premiers ministres participant à cet accord — une partie de cet accord doit être amendé de par le Brexit.
Au cours des négociations du Brexit, l'UE a défini un position paper concernant le support du "Good Friday Agreement" par le Royaume-Uni, au cours du Brexit.
Le position paper concerne des sujets tels que :
- Good Friday Agreement and Peace Process ;
  - Interdépendance des institutions politiques,
  - L'évitement d'une frontière matérielle,
  - La coopération nord-sud entre l'Irlande et l'Irlande du Nord,
  - Des provisions sur les droits, les sauvegardes et l'égalité d'opportunité,
  - le droit de naissance de toutes les personnes d'Irlande du Nord,
  - Les programmes de paix et les engagements au travers des Multi-annual Financial Framework,
- Common Travel Area ;
  - Le fonctionnement continu de la Common Travel Area,
  - La continuation des arrangements de la Common Travel Area, en conformité avec la loi de l'Union européenne.

Le 4 mars 2021, plusieurs organisations[Lesquelles ?] nord-irlandaises unionistes déclarent ne plus apporter leur soutien[pourquoi ?] aux accords de paix conclus en 1998.